# Poesia dialettale abruzzese
La pagina illustra la storia della poesia dialettale abruzzese, dalle origini sino a oggi.

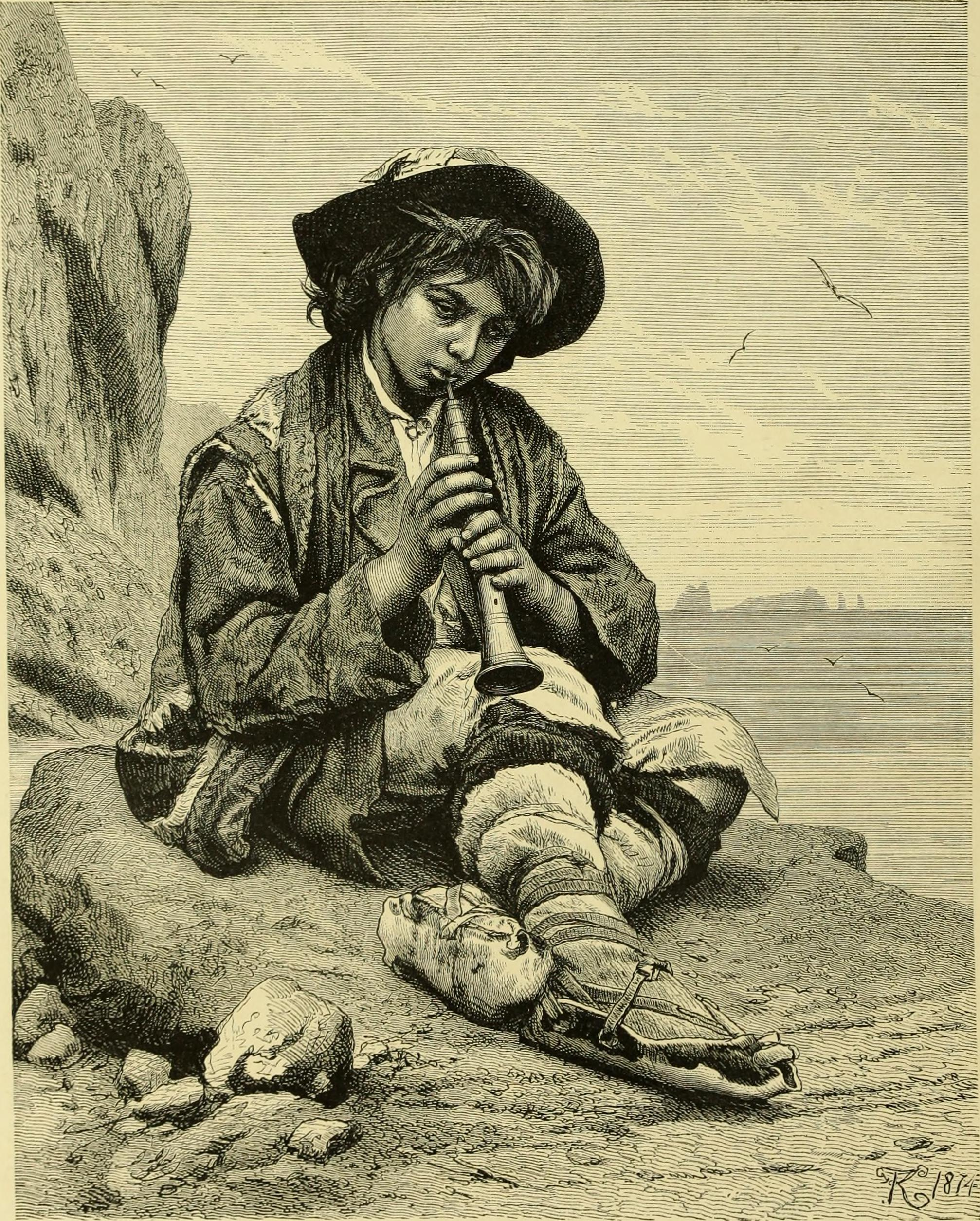
Disegno di un giovane pastore abruzzese, 1877

## Caratteristiche
La poesia dialettale abruzzese ebbe un certo riconoscimento soltanto tra la fine dell'800 e i primi del '900 in poi, quando si completò quel processo di autocoscienza e costruzione della propria identità da parte dei poeti e delle relative comunità culturali dell'Abruzzo. Un processo iniziato nella seconda metà dell'Ottocento con il circolo culturale di Francesco Paolo Michetti, Francesco Paolo Tosti e Gabriele D'Annunzio, che insieme a studiosi delle tradizioni popolari Antonio De Nino, Gennaro Finamore e Giovanni Pansa, dettero un'autorità accademica e critica all'enorme patrimonio culturale abruzzese, non solo letterario, dal punto di vista della parlata dialettale, ma anche artistico nel campo della pittura, della scultura, dell'architettura, della musica.
Prima di quest'epoca il dialetto abruzzese era stato impiegato nella letteratura, iniziando con la figura del cantore aquilano Buccio di Ranallo della storia della città dalla fondazione sino alla metà del XIV secolo. Successivamente il dialetto abruzzese fu appiattito dall'uso del toscano, e più che altro rimase qualcosa di orale, da condividere solo tra il basso volgo delle relative comunità, mentre gli scrittori abruzzesi componevano versi in latino o in italiano toscano.

### Differenziazione dei dialetti
La particolarità del dialetto abruzzese sta nel fatto di non aver raggiunto un livello di maturità, come koinè, sino al primo Novecento, in quanto nella regione si parlano vari dialetti differenti, dall'area sabino-aquilana, a quella teramana, da quella vestino-pescarese a quella napoletano-sulmontina, a quella del chietino, dell'area frentana orientale, ecc.
Cesare De Titta, Alfredo Luciani e Modesto Della Porta furono i grandi rappresentanti della lirica in dialetto del chietino (chi poi nell'influsso frentano come De Titta, guardiese-maiellino come Della Porta, o pescarese-teramano come Luciani), sicché con queste "tre corone" del dialetto abruzzese, la poesia vernacolare in dialetto andò a trovare la sua perfetta koinè nel dialetto della provincia di Chieti.
Neanche Gabriele D'Annunzio con le sue poesie d'occasione, senza che fossero pubblicate in una vera e propria antologia, era riuscito a influire nel corso della storia della poesia dialettale con i suoi epigrammi in dialetto pescarese. Il concetto della koinè abruzzese, già provato da Luciani e De Titta, fu sviluppato e analizzato criticamente dal poeta peligno Ottaviano Giannangeli  che fu anche promotore del festival tuttora in attività della Settembrata Abruzzese, che prima si teneva a Ortona, e poi a Pescara, memore di quel fondamentale passaggio d'identità culturale che avvenne a Ortona col festival della Piedgrotta, poi Maggiolata, in cui le canzoni popolari venivano composte da Luigi Dommarco, Cesare De Titta, Luigi Illuminati e Giulio Sigismondi, e musicate da altri abruzzesi del chietino, come Antonio Di Jorio e Guido Albanese, la cui eredità fu poi raccolta da musicisti contemporanei come Camillo e Vincenzo Coccione, entrambi di Poggiofiorito, vicino a Ortona, direttore della Corale "Tommaso Coccione", nonché dall'Associazione culturale "La figlia di Jorio" di Orsogna (1921), e da altri gruppi corali della provincia di Chieti, come il Coro "Cesare De Titta" di Perano, la Corale "Majella" di Ortona, la Corale "Aniello Polsi del Vasto, la Corale "Vito Olivieri" di San Vito Chietino.
Il Giannangeli sentì di dover "risciacquare" i suoi componimenti e la patina del dialetto raianese e sulmontino nel fiume Pescara e nell'Alento per poter comporre delle poesie, delle quali molte furono anche musicate, in grado di essere comprese nella loro inflessione da tutti gli abruzzesi.
Nell'hinterland aquilano, eccettuata la valle Peligna, sporadiche furono le apparizioni di poeti dialettali abruzzesi, mancanza rilevata soprattutto a L'Aquila, la cui tradizione dialettale viene portata avanti solo dalla Corale "Gran Sasso" e dalla Corale "Novantanove".

## Origini, il Medioevo

### IlParvus libellusdi Celestino V

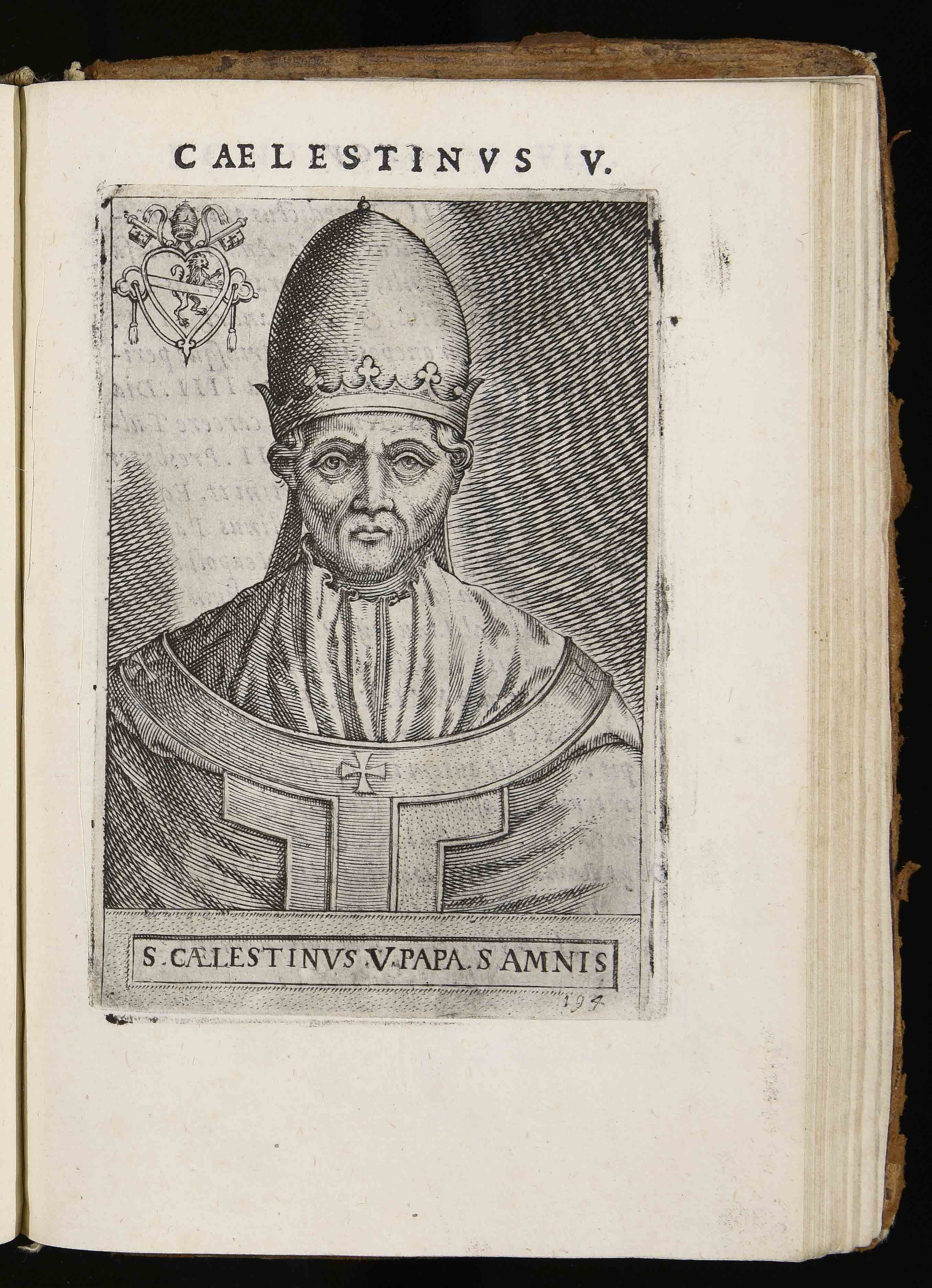
Celestino V, il cui Parvus libellus con quattro canti dialettali a carattere religioso costituiscono i primi testi ufficiali poetici in dialetto abruzzese

Un manoscritto di papa Celestino V, il Parvus libellus (1294), contiene preghiere in volgare e proverbi e detti di Santi, di Cristo, e di Maria, usati a scopo educativo e ammonitorio. Si tratta di brevi componimenti con metro a doppio quinario. Il genere è quello dei Proverbi di Salomone di Gherardo Patecchio, e di quelli di Giacomino da Verona e Bonvesin de la Riva.
In seguito a queste prime rudimentali forme poetiche, dove si creava un legame tra preghiera religiosa e forma metrica, all'Aquila, già nel 1266, con la fondazione della Confraternita della Pietà, vennero create le prime scuole di copiatura dei testi, e vennero composti dei Laudarii in volgare. Tale fenomeno prese ispirazione dalle scuole dell'Umbria e della Toscana, dove le preghiere ai santi sono scritte in forme metrica e accompagnate dal canto e della musica. Tra questi componimenti in volgare, dove si evidenziano già i primi tratti dell'attuale dialetto aquilano, c'è il Detto dell'Inferno, in cui in forma dialogica un defunto a un vivo spiega i tormenti dell'Aldilà, e il seguente invito ad abbandonare i piaceri terreni. Si tratta di testi a struttura dialogica, usati per la lettura, e anche la recitazione in pubblico, da cui la prima forma embrionale di teatro abruzzese, benché in questo contesto non vi sia nulla di particolarmente originale, dacché anche in altre aree dell'Italia e dell'Europa circolavano tali componimenti.
Dato che questi testi erano recitati da giullari in piazza, o cantati da monaci e confratelli nelle chiese, si può parlare di una prima forma di teatro medievale, che si sviluppò non solo in Abruzzo, ma in tutta Italia; le origini del teatro abruzzese nel Medioevo sono state studiate da Vincenzo De Bartholomaeis in primis, e poi da Ernesto Giammarco. Questi testi sono composti da parti recitate e cantate, con specifiche didascalie e indicazioni di allestimento scenico e del ruolo dei personaggi e degli interpreti, quasi fossero dei copioni scenici; il più antico in Abruzzo, giunto in compiuto, è una Passione (l' "Officium quarti militis", dal nome dei quattro soldati romani che vanno al Sepolcro di Cristo e assistono al miracolo) ispirata a una più antica dell'abbazia di Montecassino, rinvenuta nell'archivio della Cattedrale di Sulmona.

### Le Laudi e le Lamentationes dell'Aquila
Questi testi erano composti in base alle principali ricorrenze religiose, il Natale, la Settimana Santa e la Pasqua, il giorno di Ognissanti, la Quaresima, ecc., ma erano predilette anche le vite dei santi, come si vedrà con la Legenda de Sancti Tomasci (La leggenda di San Tommaso d'Aquino) della Confraternita dei Disciplinati all'Aquila. Proprio la presenza nelle città maggiori italiane di queste confraternite religiose, favorirà lo sviluppo di testi che lentamente iniziarono a discostarsi per originalità dei classici Laudari, che erano ben strutturati in momenti scenici: rappresentazione delle figure, il narratore che spiega, il lamento della vergine Maria che va in cerca del figlio rapito dai Romani (per fare esempio il ciclo della Passione), il compianto e il lamento finale con appello e benedizione finale al pubblico.
La città dell'Aquila (prima chiamata solo Aquila), fondata nel 1254 e poi di nuovo nel 1266 da Carlo I d'Angiò, si affermò immediatamente come centro economico fiorente al centro dell'Italia, posta lungo la via degli Abruzzi per il passaggio delle merci e delle carovane dalla Toscana e dall'Umbria per arrivare a Roma o a Napoli. Divenuta dunque una stazione commerciale obbligatoria, ci furono scambi anche culturali per quanto riguardava non solo la letteratura, ma anche l'architettura, la scultura, la pittura, l'intaglio del legno, ecc.
Oltre al Detto dell'Inferno (o "Contrasto del morto e del vivo") citato, di anonimo, scritto nel XIV secolo da un giullare che non doveva non conoscere la Divina Commedia di Dante per alcuni riferimenti stilistici, in particolare nella descrizione delle zone dell'Inferno e della mostruosità di Lucifero, o anche il De Babilonia citate infernali di Giacomino da Verona, vanno annoverate i testi della Compagnia dei Disciplinati, che a detta di De Barholomaies, tale Detto sarebbe stato uno dei prodotti usciti da tale compagnia, che fece suoi i mezzi schiatti del linguaggio dialettale aquilano.
Questi spettacoli dunque recitati nelle piazze, davanti alle chiese, o nelle chiese stesse per le cerimonie religiose, venivano composti anche a carattere paideutico per la popolazione, gli argomenti venivano selezionati e riformulati e riadattati alla convenzione del popolo, subito il testo nel linguaggio parlato, dunque il dialetto stesso, con alcune forme di litanie latine, doveva essere compreso dagli spettatori. Nel XV secolo il ciclo di queste rappresentazioni ebbe un notevole sviluppo con l'arrivo all'Aquila dei Frati Minori Osservanti, rappresentati da San Bernardino da Siena e San Giovanni da Capestrano, che fondarono dei monasteri, e istituirono la maniera della predicazione, soprattutto nelle chiese, in cui durante la predica, c'erano momenti recitativi, ossia detti a voce, e altri rappresentati con la musica e la messa in scena di parti dell'Antico e Nuovo Testamento, il cui tema era contenuto nell'argomento della predica.
In questo contesto si inserisce la monumentale rappresentazione della Legenna de Sancti Tomasci della compagnia dei Disciplinati dell'ordine di San Domenico all'Aquila, che rappresenta l'opera maggiore di questo ciclo di rappresentazioni aquilane, incentrata sulla vita di San Tommaso d'Aquino, ispirata alla biografia dell'abruzzese Guglielmo di Tocco. La vicenda rappresentata è molto complessa, vi sono dozzine di personaggi e interpreti, anche i luoghi scenici cambiano, da Parigi a Napoli, a Roma; l'opera fu composta in endecasillabi sciolti per le parti dialogate, e in strofe miste per le parti cantate, a coppia.

### LaCronacain rime di Buccio di Ranallo
La svolta, sempre all'Aquila, avvenne con lo storico Buccio di Ranallo, che alla maniera degli antichi poeti romani, scrisse un poema epico-storico della storia della città, dalla fondazione fino al 1363, anno della sua morte. Si tratta della Cronaca rimata (testo dell'edizione De Bartholomaeis), che compone il vasto corpus delle Cronache aquilane (dal XIII secolo sino al XVIII), dove in sonetti sono narrate le vicende, più con compiacimento per il particolare e per gli eventi criptici e inusuali (i cosiddetti excursus), alla maniera di Erodoto, che con rigore storico imparziale, tanto che lo stesso Buccio interviene con opinioni personali, descrivendo inoltre i momenti di euforia per l'elezione di Celestino V o di grande sconforto per i terremoti, come quello del 1349, con evidenti escamotage volti a provocare stupore e pathos.
Certo è comunque da stabilire che con Buccio di Ranallo nasce la letteratura abruzzese vera e propria, e la storiografia aquilana, dopo la sua morte, venne proseguita da Nicola da Borbona, che scrisse un libello sulla guerra di Braccio da Montone (1424) e Antonio di Buccio, che narrò le vicende della città dal 1363 al 1381.

(Buccio di Ranallo, Cronache dalla fondazione dell'Aquila, vv.9-12 (XIV secolo))
Buccio fu autore di una cronaca, in forma di poema in versi, sulla storia della città, L'Aquila, dalla sua fondazione, che ipotizza nel 1254, al 1362; scritta, probabilmente a partire dal 1355, in quartine di 1256 versi alessandrini monorimi intercalati da 21 «vigorosi sonetti politici», intesi, questi ultimi, alla pacificazione dei contrasti intestini tra le fazioni cittadine. Fu anche autore di una Leggenda di Santa Caterina d'Alessandria, commissionatagli da una compagnia di pietà.
Nella sua cronaca tratta di molti degli eventi salienti dei suoi tempi, quali la prima e seconda fondazione della città e il succedersi delle dinastie reali nel meridione. La cronaca è di notevole importanza sia per la verosimiglianza degli episodi raccontati sia per le qualità della sua vivace e appassionata narrazione.

È stato definito come 
(Leopoldo Cassese)
In Buccio di Ranallo «la lingua, [...] nella sua rozzezza, attingeva ai serbatoi più genuini della dialettalità municipale, del resto alimentata da una città che non aveva ancora inaugurato in modo permanente i contatti con la cultura contemporanea».
Il poema narra in 1256 strofe tetrastiche di alessandrini (il verso ufficiale della didascalia settentrionale) gli avvenimenti della storia Aquilana, partendo dalle vicende che precedettero la prima fondazione nel 1254 dai famosi 99 castelli circostanti, e terminando con i fatti del maggio del 1362. In questi termini si svolge il filo di una ricostruzione storica, che ha per tema la lotta delle forze del nascente Comune contro i feudatari di stabilimento imperiale (dapprima di Federico II di Svevia, poi di Carlo I d'Angiò); intorno a questo nucleo di interesse prevalente trova poi modo di innestarsi il complesso di vicende che dalla seconda metà del XIII secolo, alla prima del XIV caratterizzarono la storia del sud Italia. Dai primi tentativi di edificazione della città dagli abitanti di Amiternum (l'antica città romana sabina presso San Vittorino), verificatisi nel momento critico della lotta imperiale e papale tra papa Gregorio IX e Federico II, si passa agli sforzi più consapevoli degli Aquilani, tesi al raggiungimento di una costituzione comunale, nell'ambito di quel generale risveglio delle autonomie locali, che s'avverte nel Regno di Napoli, all'indomani della morte di Federico (1254), e si conclude con la costituzione dell'originario Comune rustico, presso la località di Acculi (l'area attuale del Borgo Rivera con la fontana delle 99 cannelle), che divenne Municipio riconosciuto dal Privilegium concesso da Corrado IV di Svevia, figlio di Federico, nel 1254.
La città inizia a svilupparsi dall'attuale Quarto di San Giovanni di Lucoli, e nella parte nord-est, in località La Torre, il cuore dell'attuale Quarto di Santa Giusta. Nel 1256 la diocesi viene trasferita dalla vicina Forcona nella nuova cattedrale in Piazza del Mercato, durante il regno di Manfredi di Svevia nel 1258-59, che rivendica nel Mezzogiorno la tradizionale politica accentratrice dei Normanni e degli Svevi, L'Aquila, per la sua stessa natura di tradizione municipalista con un collegio comunale, si oppone fieramente a questa politica, e pertanto viene attaccata e distrutta nel 1259. La città verrà ricostruita nel 1265-67 per volere del nuovo sovrano Carlo I d'Angiò, che insieme agli Aquilani sconfisse Corradino di Svevia nella battaglia di Tagliacozzo. La politica di lealismo che la monarchia intese restaurare nei confronti del clero e dei nobili, il fiscalismo gravoso, l'arbitrio degli ufficiali, dovettero essere avvertiti in Aquila, il cui notevole sviluppo economico e sociale avrebbe richiesto un'adeguata evoluzione delle forme costituzionali, nei confronti della monarchia.
Buccio avverte il nesso storico di questi elementi, svelando in forma polemica e spregiudicata gli interessi mondani celati all'ombra della politica della Chiesa, denunciando i soprusi dei burocrati angioini, gli intrighi degli appaltatori che assicurano la continuità della politica finanziaria statale, nei confronti delle collettività produttrici, ma soprattutto additando nella potenza delle consorterie nobiliari, il maggior pericolo per la libertà del Comune. Infatti il tema centrale della Cronica è la lotta delle fazioni, poiché ogni elemento nuovo dei mercanti e degli arrivisti è visto da Buccio come fonte del sovvertimento del vecchio ordine; questo sovvertimento può mostrarsi con tentativi di restaurazione degli antichi privilegi, oppure cercando di monopolizzare con la politica demagogica le nascenti risorse dell'attività commerciale e artigianale, dato che in quel tempo nacque il Collegio delle Arti Nobili, con sede nell'ancora esistente palazzetto dei Nobili.
Sotto re Roberto d'Angiò, definito "re Mercante" da Buccio, i nobili minacciarono la collettività, e il dissidio tra politica oligarchica e necessità del Comune, che si individuano nello sviluppo artigiano nella regolamentazione dei rapporti col ceto rurale, si acuisce al punto da rendere precaria la stabilità della forma istituzionale vigente di governo.
In questo contesto Buccio traccia uno spietato ritratto di Pietro Lalle I Camponeschi, da non confondere col nipote Pietro Lalle Camponeschi, il quale con il suo potere ha occupato il Comune, gestendo la cosa pubblica. Tuttavia non mancano chiari riferimenti storici, come la congiura contro il tribuno della plebe Niccolò di Sinizzo, l'incoronazione papale del 28 agosto 1294 di frate Pietro da Morrone presso la basilica di Santa Maria di Collemaggio, e la tremenda pestilenza del 1348, seguita da un forte terremoto del 1349, che distrusse gran parte della città.
Dopo aver composto il laudare della Santa Caterina d'Alessandria per la confraternita omonima del Quarto di San Pietro (esiste ancora oggi la chiesa in via Gaglioffi), Buccio iniziò a diffondere dei sonetti sugli episodi della vita aquilana, che maggiormente accendevano il suo sorte sentire politico, che li indirizzava ai concittadini. I primi sonetti sono del 1338, la città è in armi, divisa in due fazioni che parteggiano per i Camponeschi e per i Bonagiunta, di fronte al pericolo della guerra civile, Buccio ammonisce di non prestare fede alle lusinghe delle due fazioni, smaschera la froda baronale, come il più serio pericolo che minacci la costituzione del Comune. Dopo la carestia del 1340, Buccio ammonisce i cittadini a trarre pregio dalle sofferenze passate, di monito per custodire con maggior parsimonia il frutto degli anni di abbondanza agricola.
I sonetti V-XI furono composto nel 1342, anno di fallimento delle trattative di Napoli con le fazioni aquilane, il poeta invoca il colpo dell'ebrea biblica Giuditta contro i tiranni di Amiterno (sonetto XII), inveisce contro gli Aquilani che fomentano la discordia (sonetto XIII). Nel 1348 durante il governo di Lalle I Camponeschi, Buccio invita i concittadini ad abbandonare il politico, definito tiranno, e auspica l'unione di tutte le forze del Comune contro la violenza dei Camponeschi. Gli ultimi sonetti (XV-XXI), scritti tra ul 1360-62, si rivolgono ai consiglieri comunali, in essi Buccio esorta alla concordia che la vagheggiata magistratura delle Cinque Arti del Collegio dei Nobili sembra promettere, dopo un secolo di discordie; rammenta il giuramento fatto di amministrare per bene la cosa pubblica, ed evoca infine le anime dei padri fondatori dell'Aquila nel 1267, per contrapporre la loro fermezza, che aveva ispirato rispetto allo stesso Carlo I d'Angiò, alle incertezze di molti che ostacolano ancora una decisa azione politica.

## Alcuni esempi di letteratura dialettale nel Sei-Settecento
Pochissimi esempi di letteratura in poesia dialettale, se non ricopiature delle Corpus di cronache aquilane in altre opere di erudizione storica aquilana; qualche detto e canzonetta è riportato da Serafino Razzi frate viaggiatore nei suoi Viaggi adriatici negli Abruzzi (1578); infine si ha testimonianza di un discorso dialettale in vernacolo vastese scritto da un Luigi Marchesani, da non confondere con l'omonimo medico e storico del Vasto vissuto nell'800.

## Romualdo Parente
(Inizio della III strofe de Zu Matrmuònie azz'uso.)
Sempre nel Settecento prende forma ufficiale la letteratura dialettale abruzzese, con Romualdo Parente, poeta di Scanno, che scrisse Zzu matremuonie azz'uso ovvero le nozze tra Mariella e Nando della terra de Scanno (ossia "Il matrimonio secondo l'usanza" 1765 ca., ristampato però nel 1780), dove in forma poetica si narra dell'uso locale di celebrare il matrimonio.
L'opera edita una prima volta nel 1780, fu edita 1916 dal Colarossi Mancini a L'Aquila (Tip. Vecchioni), insieme al poemetto più breve La fijanna di Mariella con appendice storico critica etnologocica; la storia cantata in poesia risulta una preziosa fonte di conoscenza dell'ambiente culturale di Scanno e della valle del Sagittario, fu studiata da Giorgio Morelli, Antonio De Nino, Ernesto Giammarco e Giuseppe Tanturri per le ricerche varie sugli aspetti storici di Scanno e sull'uso locale del costume per il matrimonio e sui rituali che lo caratterizzano. Nell'edizione stampata c'è un ampio commento critico all'uso del dialetto, ai modi di dire, ancora oggi cristallizzati nella parlata scannese.
Altra opera di Parente è La fijanna de Mariella, appunto il seguito della descrizione dello sposalizio di Nando e Mariella, dove si descrive la festa popolare per l'avvenimento del parto della sposa novella. Il primo è in 46 strofe, il secondo in appena 16. Parente è noto anche per aver trascritto, insieme al De Nino, la canzone popolare Scuramàje - Lamento di una vedova, testo studiato anche da Giorgio Morelli. Il testo sembra provenire da un incontro linguistico della popolazione del Vasto, sull'Adriatico, con le popolazioni balcaniche degli Schiavoni, che nel XV-XVI secolo popolarono ampie fasce della costa abruzzese, spingendosi anche nell'hinterland della provincia di Chieti e Pescara.
Da tale unione sarebbe nato il canto fortemente monodico in 17 strofe dello Scuramàje, noto come "Maremàje", dalla versione nota nell'area vastese trascritta da De Nino e Luigi Anelli, e da Donatangelo Lupinetti, oggi molto noto, perché la canzone fu ridotta e riadattata da Nino Rota nel film Film d'amore e d'anarchia - Ovvero "Stamattina alle 10 in via dei Fiori nella nota casa di tolleranza..." di Lina Wertmüller.

## L'Ottocento e il Novecento
In questo secolo, soprattutto alla fine del XIX sec., avviene una vera e propria autocoscienza critica dei poeti dialettali, persone non per forza rozze e ignoranti, incapaci di usare la lingua ufficiale del nuovo Regno d'Italia, anzi personaggi che hanno studiato a scuola, decidono coscientemente di esprimere i concetti e il pensiero semplice e schietto del proprio popolo avvalendosi del dialetto.

### Gabriele D'Annunzio

D'Annunzio

D'Annunzio fu un poeta d'occasione, per quanto riguarda l'uso del dialetto. Non lo usò sovente, più che altro compose dei piccoli epigrammi o anche "madrigali" di breve durata con dedica a persone care, come A Giacumine Acerbe (La purchetta di San Ciattè), A Galdine Sabbatine, A Luiggine d'Amiche (Lu parrozze), Agli Abbruzzise di Milane, scritti tra ilo 1919 e il 1926.Il sonetto più famoso A Luiggine d'Amiche, fu composto il 8 novembre 1926, in ossequo del tipico dolce abruzzese, il parrozzo, inventato a Pescara da Luigi d'Amico.
Uno studio su tutti i carmi dialettali di D'Annunzio, dimostra come il poeta, malgrado alcuni strafalcioni, segno che non padroneggiava perfettamente l'uso della parlata schietta della sua Pescara, documentasse in qualche maniera una parlata assai diversa dal pescarese odierno, tendente più alla koinè chietino abruzzese-centrale, con un notevole influsso del napoletano. D'Annunzio usò ilo dialetto, contravvenendo ai principi del naturalismo di Verga, anche in alcune sue novelle abruzzesi, come in Terra vergine (1882), e in San Pantaleone (1886), confluite poi nelle "Novelle della Pescara" (1902).

## Letteratura dialettale: da Modesto Della Porta a Cesare Fagiani
Dopo gli esperimenti dello scannese Romualdo Parente, con la descrizione del matrimonio tipico di Scanno, dei "sonetti di Colledara" di Fedele Romani, alle soglie del '900 ci furono altri poeti occasionali che si cimentarono con poesie e racconti in vernacolo locale: Luigi Brigiotti di Teramo, Giuseppe Paparella di Tocco da Casauria con Lu brinnese de nu cafone, scoperto dal Finamore e pubblicato sulla RASLA, o sempre una satura dal titolo "Verbum Caro" dell'arciprete teramano Antonio Basilicati, pubblicato nella Rivista abruzzese di Verlengia, ma composto nella seconda metà dell'800, in cui il prelato si diverte nell'elencare una sfilza di difetti di ciascun personaggio dei centri dell'ex Abruzzo Ultra I del mandamento di Teramo e di Penne, usando gli appositi dialetti.
Dopo la pubblicazione delle raccolte Strada facenne e Fujj'ammèsche di Brigiotti e Anelli, in dialetto teramano e vastese, il primo poeta che volle sperimentare l'uso del vernacolo, innanzitutto capendo il valore di una koinè dialettale abruzzese (la chietino-pescarese), e uscendo fuori dagli schemi della satira, della goliardia e del tema bozzettistico, fu Alfredo Luciani con la raccolta Stelle lucente (1913).
Nello stesso tempo anche D'Annunzio si cimentò in alcune liriche dialettali pescaresi, mentre proprio tra Otto e Novecento nasceva anche la canzonetta dialettale abruzzese, con Tommaso Bruni, Francesco Paolo Tosti, De Titta e Luigi Dommarco, che saranno i protagonisti dagli anni '20 in poi delle Maggiolate abruzzesi a cadenza annuale presso Ortona.

### Modesto Della Porta
Nato a Guardiagrele, non esercitò come attività principale l'attività di poeta, ma fu un sarto, nonché partecipava come componente della banda civica alle feste. Le sue poesie in dialetto guardiese tuttavia presto sono divenute un patrimonio della sua piccola patria, le persone di Guardiagrele hanno fatto loro i vari componimenti modestiani che spesso e volentieri erano delle riflessioni sul senso della vita e sulla rassegnazione delle condizioni misere di alcuni soggetti descritti, sempre però facendo apparire una sottile vena satirica e ironica, come strumento di momentaneo riscatto verso l'oppressore di turno o la condizione sociale dettata dalla natura.
Pubblicò "Ta-pù: lu trumbone d'accumpagnamente)", è un lavoro composto nel 1920, che dà il titolo alla raccolta di poesie pubblicate dall'editore Carabba di Lanciano.
Nell'opera Modesto Della Porta rappresenta un calzolaio, suonatore del trombone d'accompagnamento, strumento musicale presente nelle bande, il cui unico suono è, appunto, "Ta-pù". Le poesie più celebri sono: Nu sem nu - Serenate a mamme - La cocce de San Dunate - La Nuvène de Natale.
Serenate a Mamma

O Ma', se quacche notte mi ve ‘nmente,

ti vujje fa' na bella 'mpruvisate

t'aja minì a purtà na serenate

'nche stu trombone d'accumpagnamente.

Né ride, Ma', le sacce: lu strumente

è ruzze e chi le sone nen te fiate,

ma zitte, ca se cojje lu mumente,

capace ca l'accucchie na sunate.

Quande lu vicinate s'arisbejje,

sentenneme suna', forse pu' dire:

“vijat'a jsse coma sta cuntente”!

Ma tu che mi cunusce nen ti sbejje:

li si ca ugne suffiate è nu suspire,

li si ca ugne mutive è nu lamente!

### Cesare De Titta
Nato nel paesetto di Sant'Eusanio del Sangro vicino a Lanciano, definita nei suoi canti abruzzesi "Fiorinvalle di Terra d'Oro", De Titta amava definirsi poeta delle tre lingue, perché avendo studiato al seminario diocesano lancianese, conosceva il latino, l'italiano e il dialetto, e compose carmi in tutte e tre le lingue diverse, molti dei quali dedicati all'Abruzzo e alla sua terra, nonché alcune tragedie e commedie, per l'editore di Lanciano "Rocco Carabba": A la fonte - La scuncordie. Avendo studiato e lette i testi di Virgilio, Catullo, nonché impregnato del classicismo tipico di Giosuè Carducci, De Tutta nelle sue poesie predilesse la passione e il ricordo della sua terra natia, vergine, immacolata, carezzata dalla mole della Majella e del Montecorno (il Gran Sasso), prediligendo topoi a lui molto cari, come la fonte vecchia di Sant'Eusanio, dove le lavandaie andavano a lavare e stendere i panni, prima dell'installazione del moderno acquedotto in piazza.
(Dalla canzone S'è cupertë de neve la Majelle, dell'edizione Terra d'Oro)
Molte poesie infatti sono dedicate al tema della fonte, così come molte canzoni popolari abruzzesi, meta di incontri, chiacchiere, ricordi e pensieri filosofici sul senso della vita.
Tuttavia De Titta si discosta fortemente dall'immaginario dannunziano dell'Abruzzo primitivo, aggressivo e vorace, rigettando l'interpretazione veristica del pescarese, ripresa da Giovanni Verga, concentrandosi di più sul cantare lo stile di vita pacato, allegro ma anche ordinario e mite della popolazione abruzzese. Il collegamento con Pascoli per De Titta si denota nel raccontare nella poesia esperienze realmente vissute, senza creazione di modelli e fantasie idilliache, la tendenza detittiana alla musicalità non viene mai adulterata da squisitezze e preziosismi, e si esprime con naturale schiettezza, cercando di rappresentare nel modo più lampante e trasparente possibile il carattere tipico abruzzese. E in ciò consiste appunto l'uso sapiente del dialetto locale, con i tocchi classicistici di sfondo ripresi da Pascoli e Carducci, nonché dalla poesia latina per la descrizione dei paesaggi.
Pier Paolo Pasolini infatti, accennando a De Titta, parlò di "pascolismo dialettale", ossia l'autore rifiutava i pregiudizi teorici contro gli sperimentalismo e le avanguardie, e ciò lo si vede dalla seconda edizione corretta delle Canzoni abruzzesi del 1923, dove De Titta sembra lanciare una sfida ai futuristi, il mondo di De Titta, nel suo vivere pacato e ordinario nelle campagne, convince di più sì nella lirica che nei drammi e nelle commedie. Ciò lo si vede anche in Terra d'Oro, dove la descrizione dei personaggi è accompagnata anche da osservazioni filosofico-esistenziali, sul tema dell'anima, e degli aspetti che ancora sono stati esplorati.
I manoscritti originali di De Titta sono conservati a Sant'Eusanio del Sangro presso la biblioteca civica nel museo della casa natale, custoditi da V. Verratti. Omaggi a De Titta sono stati fatti nel paese natale, con la musealizzazione della casa, a fianco la chiesa madre di Santa Maria Assunta, nell'intitolazione a egli della piazza principale, nello studio critico ancora oggi in atto, delle sue opere presso l'editrice Carabba di Lanciano, nell'intitolazione dell'Istituto Pedagogico Magistrale a "Cesare De Titta" presso Lanciano, e nella costruzione del Monumento ai liceali Caduti per la Patria, in occasione del 1922, quando fu riaperto il Liceo classico "Vittorio Emanuele II" a Lanciano. La lapide, che porta incisi alcuni versi di De Titta per i giovani studenti morti in guerra, è stata traslata dalla storica struttura del Corso Trento e Trieste sulla facciata del nuovo polo scolastico in Via del Mare.
La prima edizione del Canzoniere con componimenti dialettali, fu pubblicata da Carabba editore nel 1919, e la nuova edizione accresciuta nel 1923, ripubblicata in edizione critica nel 1992. Con il Canzoniere, De Titta entrò nella storia della letteratura abruzzese in maniera ufficiale, restando l'esempio più importante del vernacolare abruzzese sotto-forma di monumentale raccolta di elegie e sonetti. Per la composizione si avvalse del sub-dialetto frentano, in particolare l'idioma dell'antica Monteclum, ossia di Sant'Eusanio del Sangro, da cui proverrebbe appunto tale parlata che spazia in tutta l'area del basso Sangro, c onfine con il vastese a sud, e a nord col chietino.
La maggior parte sono componimenti a tre strofe di una quartina più doppie strofe, a rime incatenate ed endecasillabi.

### Cesare Fagiani e altri poeti
Fagiani di Lanciano (Ch) è considerato da studiosi dialettali, quali Giammarco e Giancristofaro, l'erede spirituale di Mosesto Della Porta. I suoi componimenti, insieme a quelli del quasi coetaneo Giuseppe Rosato, anche lui lancianese, rappresentano quel tono originale, scanzonato e riflessivo dell'abruzzese dell'area chietina, inserendo anche toni cupi e patriottici, come il componimento dedicato ai Martiri ottobrini, i giovani di Lanciano che il 6 ottobre 1943 si ribellarono ai tedeschi, oppure come Modesto, inserendo quadri di vita e tradizione popolare, come la festa patronale della Madonna del Ponte o il rito natalizio della Squilla.
Altri poeti vissuti a cavallo tra Otto e Novecento furono Guido Giuliante, figlio del famoso scultore Felicetto Giuliante, Alfredo Luciani, Luigi Dommarco, Ermindo Campana di Palena. A costoro seguirono il circolo Peligno capeggiato e rappresentato da Ottaviano Giannangeli, e Alessandro Dommarco.

## I Canti abruzzesi
Merita un capitolo a parte la trattazione in forma di versi dei canti dialettali abruzzesi, divisi in due categorie: canti della tradizione popolare, spesso dunque di tradizione anonima, e i canti folkloristici d'autore. Della prima cerchia di canti, di cui esistono brani assai noti come Scuramaje, Lu Sant'Andonie, Il pianto della Madonna, la Pasquetta, Mo ve mo va e altre varie canzonette d'amore, di carattere sacro, funebre ecc, si sono occupati gli studiosi di etnoantropologia già dall'800, come Antonio De Nino, Gennaro Finamore, Antonio Casetti
Ovviamente la ricerca con nuovi apparecchi di registrazione, proseguì nel Novecento con Alfonso Maria Di Nola, Emiliano Giancristofaro, Giuseppe Profeta, Adriana Gandolfi, Vito Moretti.
L'altra corrente di canti folklorisitici, scritti da autori, si avviò a partire dalla fine dell'800 con Tommaso Bruni, Gabriele d'Annunzio e Francesco Paolo Tosti, che scrissero alcuni canzoni come Si na scingiata te putesse dà, poi noto come "La viuletta", "A vucchella" (scritto per Tosti da D'Annunzio); a seguire il Tosti musicò una serie di "Canti popolari abruzzesi" di 15 pezzi, in gran parte presi dalla tradizione popolare, ma in parte rielaborati.

### La Maggiolata di Ortona
La Maggiolata nasce come festa canora il 3 maggio 1920 a Ortona, nel cosiddetto "lunedì del Perdono" per le feste in onore del patrono San Tommaso apostolo, col nome di "Piedigrotta Abruzzese"; nel 1921 è nota come "maggiolata", perché il festival nacque in maggio. Il 6 maggio 1929 nella conferenza presso la Sala Eden (belvedere Francescopaolo Tosti) nacque l'organigramma del festiva di maggio, per volere di Annunciata Spinelli Dommarco. Molte canzoni, che allora erano composte da Luigi Dommarco, Guido Albanese, Antonio Di Jorio, Luigi Illuminati e Cesare De Titta erano rielaborazioni di stornelli e canzonette popolari anonime già esistenti, il fine della maggiolata era dunque quello di conservare le tradizioni popolari creative da una parte, dall'altra di migliorare e rinnovare, senza troppe variazioni, queste canzoni popolari per filoni, quello della serenata, quello malinconico, quello scherzoso degli stornelli, quello celebrativo ed evocativo. La coppia Albanese-Dommarco scrisse dal 1914 al 1917 grandi successi, come Campène a 'lligrezze, Chi scià bbindette Urtòne, Ti vuojje bene e Canzone de la guerre (per ricordare gli ortonesi caduti al fronte durante la Grande guerra).
Le canzoni venivano cantate lungo il corso Vittorio Emanuele partendo da Largo Farnese, e risalendo sino a Porta Caldari, il coro seguiva un pianoforte con il maestro, trascinato da un carretto, le canzoni ottennero un immediato successo, specialmente famosa, prima della composizione nel 1922 di Vola vola vola, fu la canzone Campène alligrezze. La canzone Che scià bbindette Urtone fu cantata presso casa Dommarco, presso l'ex hotel Moderno, e riscosse subito successo; Ti vuojje bene fu composta per un ballo nella Sala Eden per il Capodanno 1915. Purtroppo, specialmente per il sopravvenire della seconda guerra mondiale, che arrecò gravi danni a Ortona, il festival della Maggiolata venne abbandonato, e non più riproposto.
Fu un momento irripetibile per lanciare la cultura popolare musicale abruzzese fuori dal panorama provinciale e regionale, in quegli anni Ortona divenne il centro pulsante, insieme a Francavilla e Pescara, della tradizione abruzzese, con il favore anche di artisti già affermati, quali Michetti, Cascella, D'Annunzio, e il Tosti, che aveva già introdotto il tema della Maggiolata alla fine dell'800, rimusicando dei pezzi anonimi d'ambito popolare.
Nel vicino paese di Poggiofiorito, divenuto comune autonomo nel 1911, era nato il fisarmonicista Tommaso Coccione, emigrato in America, e tornato in Italia, divenendo il fisarmonicista per eccellenza d'Abruzzo perché favorito a Benito Mussolini; fu compositore di varie polke e mazurke abruzzesi, ancora oggi suonate. Fu il capostipite di una sorta di dinastia di musicisti abruzzesi, che ancora oggi risiede nel paese di Poggiofiorito, composta dal figlio Vincenzo Coccione, titolare di un'associazione musicale, del nipote Camillo Coccione, in rapporti con il poeta, compositore ed editore Luciano Flamminio di San Vito Chietino.
Non molto lontano, a Orsogna, si creò il gruppo della corale "La Figlia di Iorio", in ricordo di Giuditta Saraceni, la contadina che ispirò D'Annunzio e Michetti per il quadro e la tragedia omonima (il quadro michettiano del 1895, la tragedia dannunziana del 1903). La corale nacque nel 1921 per volere di Attilio Bartoletti, anche se l'esordio avvenne nel 1923. Negli anni '60 il coro fu all'avanguardia perché cercò di "modernizzare" la tradizione popolare abruzzese, ragion per cui compì varie turnè in Italia, ad esempio al festival di Caltanissetta, e poi per il mondo, esibendosi anche al Giubileo del 2000-

### Il circolo di Teramo

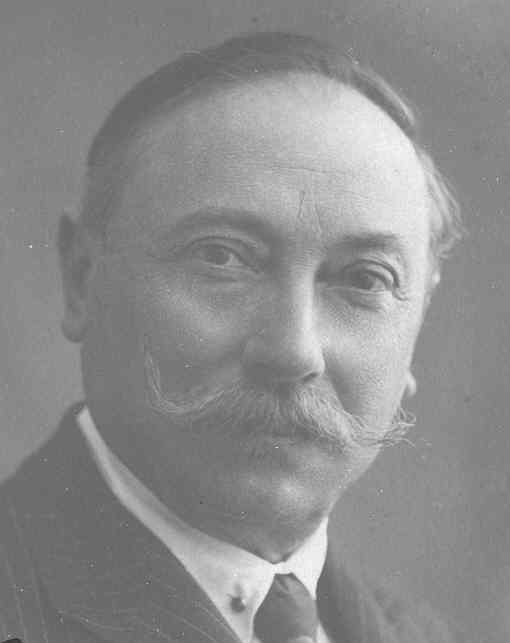
Ritratto di Luigi Brigiotti

- Luigi Brigiotti: scrittore di giornale, compose satire e poesie di occasione, dove spesso beffeggiava personaggi noti di Teramo e autorità, e tratteggiava scherzosamente scene di vita quotidiana. Le poesie sono raccolte in "Strada facenne"; tra queste si ricordano le satire di "Gnore Paule", una sorta di Pasquino romano, essendo un tempo a Teramo presente la moda di attaccare biglietti di protesta alla statua romana del cosiddetto "Sor Paolo".
- Guglielmo Cameli (1891-1952): altro poeta teramano secondo solo a Brigiotti, scrisse poesia in italiano pubblicate poestume, e poesia vernacolari, alcune delle quali messe anche in musica[25]
- Alfonso Sardella (1937-2010): considerato uno degli ultimi grandi poeti abruzzesi, scrisse canzoni e poesie, spesso dal sapore crepuscolare, melanconico, monodico e nostalgico nei confronto della vita popolare a Teramo. Lo storico e critico Elso Simone Serpentini ha raccolto le sue opere in "Proverbi teramani" e "Tutte le poesie"; tra le sue più famose ci sono "Tereme nostre" e "L'uteme laddò".

### Alfredo Luciani
Alfredo Luciani è considerato da Ernesto Giammarco il capostipite di una poesia dialettale moderna, che prende coscienza di sé, non più come strumento letterario di satira, scherzo o poesia di occasione nei giornali, come fecero Brigiotti, Paparella, Romani, o Anelli, ma affronta tematiche quotidiane, pensieri interiori e situazioni contemporanee che riguardano il poeta stesso e il suo ambiente.
Alfredo Luciani di Pescosansonesco utilizzò per primo una sorta di koinè abruzzese, usando il dialetto del chietino, nonché fu uno dei primi poeti che, a differenza di Modesto Della Porta o di De Titta (colui che scrisse antologie rigorosamente scansionate in "lingua italiana - lingua latina - dialetto frentano"), ruppe la linea di demarcazione tra poeta colto che scrive in italiano e poeta prettamente dialettale, dedicandosi a realizzare raccolte miscellanee di componimenti in vernacolo e in italiano, scelta che diventerà una prassi nonché cosciente decisione poetica per Vittorio Monaco (1948-2009) del circolo dei poeti Peligni.
Luciani si discostò inoltre da un verismo troppo soffocante, presente nelle novelle dannunziane dall'ambientazione pescarese, e da quelle ciampoliane, costruendo delle figure retoriche più simboliche e metaforiche, rispetto alla solita descrizione della natura dominante, che si ripresenta in topoi anche troppo convenzionali in De Titta (come la Majella innevata, la fontana della campagna punto di incontri, amori, lotte, ecc). Nella raccolta Stelle lucende (1913), si intravede un impasto erotico-veristico tipico dei bozzetti abruzzesi dannunziani, che tradiscono anche una classica passionalità giovanile.
(Alfredo Luciani, Gli Abbruzzesi)
Tuttavia qui si riconosce anche un universo più intimo e raccolto, che si avvicina al sentimento di comprensione e compassione per le sofferenze vissute dalle proprie genti, specialmente quelle del paese di montagna di Pescosansonesco, che nel 1933 subì i danni del terremoto della Majella, oppure per la vicenda molto drammatica del Beato Nunzio Sulprizio, il santo patrono locale, come Luciani fece in La vera storia di Sante Nunzie (1936). Al di là del periodo più crepuscolare e malinconico della seconda produzione del Luciani, la critica ha evidenziato la grande originalità poetica nella raccolta Stelle lucende, dove il dialetto è misto appunto a una carica di emotività e amore dichiarato per la propria terra d'Abruzzi, veicolata da quel lirismo e da quel topos di terra vergine, inesplorata e inviolata tanto caro a D'Annunzio e Michetti, che è riuscito a espatriare fuori regione, ea diffondersi nell'immaginario collettivo del Paese.

### Il circolo della Valle Peligna
Questo "circolo" rappresenta ancora oggi, con l'ultimo esponente ancora in vita, Pietro Civitareale (n. 1934), un interessante gruppo di poeti dialettali della zona peligna dell'Abruzzo. Ancora in forma embrionale si può vedere nei versi dell'anarchico Umberto Postiglione di Raiano, morto a soli 31 anni nel 1924, il quale avrebbe passato il testimone al suo compaesano, poeta, critico e docente universitario, Ottaviano Giannangeli (1923-2017) che ne raccolse il patrimonio letterario in diverse pubblicazioni. A differenza del Postiglione, Giannangeli livellò il dialetto tipico peligno adattandolo a una koinè abruzzese, che ancora oggi in parte è rappresentata dal dialetto di Chieti, specialmente quello di Ortona. L'opera dialettale giannangeliana è raccolta principalmente nel volume Lu libbre d'Ottavie, edito a Sulmona nel '79 dalla Libreria Editrice Di Cioccio.
Prettamente "peligno" fu il dialetto di Vittorio Clemente (1895-1975), la cui opera di "cantore" popolare trovò affermazione grazie al poemetto idilliaco Acqua de magge, pubblicato nell'omonima raccolta poetica introdotta entusiasticamente da Pier Paolo Pasolini: "La poesia migliore della letteratura abruzzese sarà Acqua de magge di Clemente, poiché l'Abruzzo ricompare di scorcio, divenuto l'assolata, echeggiante terra di una personale infanzia".
Le tematiche di questi poeti riguardano l'amore per la propria terra, il culto delle antiche tradizioni, soggette alle mutazioni della società moderna, e la piaga dell'emigrazione. Questo sentimento di dolore e malinconia, di impotenza di fronte a un fenomeno tanto incontrovertibile, è ancora più evidente nelle liriche di Vittorio Monaco (1941-2009), nativo di Pettorano sul Gizio, vicino a Sulmona, comunque legato al circolo peligno. Il Monaco, ancora più di Giannageli, avvertì la fase di distruzione irreversibile del tessuto sociale della piccola patria, dopo l'emigrazione inarrestabile del dopoguerra, affidandosi alla poesia come unica consolazione, nella descrizione quasi fisica di una natura e del tessuto rurale in fase di inesorabile disgregazione.
- Pietro Civitareale
- Vittorio Clemente
- Ottaviano Giannangeli
- Vittorio Monaco
- Umberto Postiglione

### Il circolo di Vasto

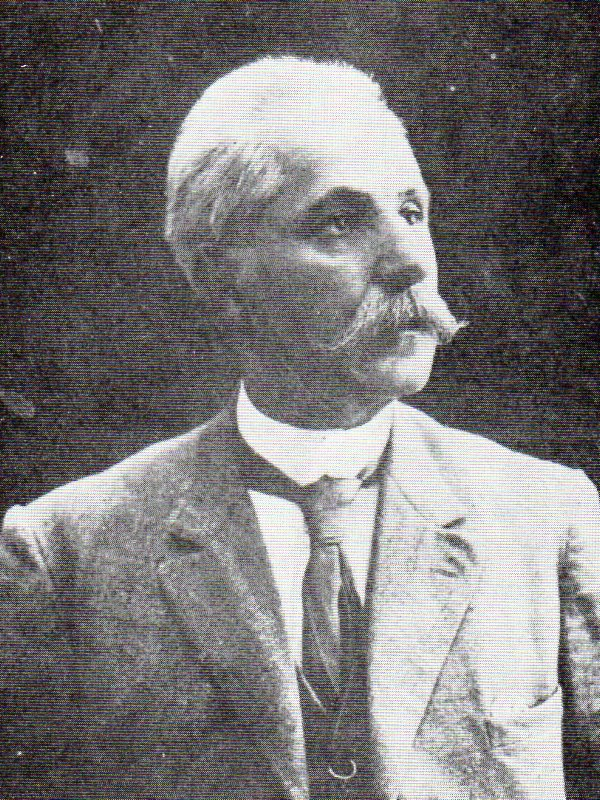
Luigi Anelli

Rappresentato maggiormente da Luigi Anelli e Gaetano Murolo nella seconda metà dell'800, e nel Novecento dal poeta Florindo Ritucci Chinni, Francesco Paolo Votinelli (autore della canzone Uaste bbelle Terra d'Eure nel 1948), Giuseppe Perrozzi (autore di varie poesia, e della traduzione in vastese di alcuni canti dell'Inferno di Dante) e più di recente Fernando d'Annunzio.
Anelli fu anche storico della sua città Vasto, sulla scia del predecessore Luigi Marchesani. Scrive il prof. Gianni Oliva: «Si ha per la prima volta [in questi poeti] la consapevolezza della scelta dialettale come mezzo alternativo al processo di dissoluzione messo in atto nei suoi confronti dall'agognata unificazione linguistica.» Infatti costoro sono i primi ufficiali rappresentanti della letteratura dialettale vastese, un dialetto assai complesso del gruppo dei dialetti d'Abruzzo.
Come si è visto con Romualdo Parente, la tradizione lirica esisteva già, tanto che egli raccolse l'anonimo lamento Scuramaje, mentre De Nino nei suoi Usi e costumi abruzzesi registrò, insieme anche al Finamore, delle canzoni e delle preghiere popolari in dialetto. Ugualmente il poeta patriota Gabriele Rossetti si esprimeva, nel periodo di vita a Vasto in dialetto, ma la coscienza di letteratura dialettale avvenne appunto con l'Anelli e poi col Murolo.
La parlata non ha tuttavia una finalità ben precisa, a differenza delle opere del De Titta e del Della Porta, si riassume in una documentazione di una parlata sguaiata e molto aperta, tipica delle popolazioni del basso Abruzzo a confine con la costa pugliese. L'Anelli ama soffermarsi sulle coloriture paesane della campagna di Vasto, tanto che come farà il Monaco per il circolo peligno, sottoporrà le sue liriche ad attente revisioni linguistiche per cercare di far somigliare la scrittura il più possibile alla spontanea parlata, tanto da raggiungere una tecnica che si sposa, più che mai in Abruzzo, in linea con l'analisi verista del dialetto vastese.
Il Murolo invece mostra un progetto un po' più elaborato, tanto che ama ricordare i momenti della sua giovinezza, velati anche da malinconia e da nostalgia, amando descrivere alcune caratteristiche particolari della vita quotidiana vastese, come il rientro dei pescatori, la dogana presso il castello Caldora, le feste patronali. Tra queste liriche dei due poeti vastesi, la raccolta più interessante è quella dell'Anelli: Fùjje ammëshe (foglie miste) del 1892.
Il poeta vastese contemporaneo è Fernando d'Annunzio, nato nel 1947 nel borgo Santa Lucia, autore nel 2001 della raccolta Nghi tutte le core e delle Storie (1995), composizioni musicate ed eseguite dal locale Coro polifonico "B. Lupacchino dal Vasto".

## Poeti dialettali contemporanei

### Alessandro Dommarco
Nato a Ortona nel 1912, figlio del più celebre Luigi Dommarco, protagonista della Maggiolata ortonese. Oggi è considerato dalla critica, nonché dai critici abruzzesi di poesia dialettale Giannangeli e Giammarco il maggiore poeta abruzzese del secondo Novecento. Egli infatti non solo rinnovò i temi da trattare nelle poesie, ma come l'Anelli e il Monaco fu un certosino revisore dei suoi carmi, e nel lavoro di labor limae cercò di avvicinare il più possibile la scrittura alla parlata dialettale ortonese, che nel frattempo andava variando nei decenni del secondo dopoguerra italiano, con il boom economico, il rinnovamento della lingua con nuovi neologismi ecc.
Il Dommarco stette molto attendo alla scelta delle singole parole, anche per ottenere maggiori figure retoriche, dato che si cimentò anche nella traduzione dal francese, in particolare di Mallarmè, e dei lirici greci come Nosside, Saffo, Alceo, Archiloco, che tradusse in dialetto ortonese. Rincorrendo le modifiche del dialetto, ma rielaborando e utilizzando anche termini storici della parlata per fissarli nel testo, in modo da ottenere non un'accozzaglia di termini messi a casaccio, in un singolo componimento, il Dommarco cercò anche di far rivivere per l'appunto l'antica parlata ortonese del tardo Ottocento, quella trascritta anche da Gennaro Finamore in alcuni documenti sulle storie abruzzesi, che era considerata ormai lingua morta negli anni '50 e '60 del Novecento. Scrive De Mauro dunque, che la ricerca costante della parola esatta in Dommarco, corrisponde a una vera e propria ricerca filologica della parlata di Ortona.
Le poesie furono raccolte in volumi Da mo ve diche addìje (1980), comprendente delle liriche storiche di Tèmbe stòrte (1970); in queste liriche Dommarco rivoca l'Ortona vissuta da bambino negli anni precedenti alla tragica guerra che distrusse Ortona, quando si viveva nel clima festaiolo della Maggiolata, nella seconda parte i temi sono più crepuscolari e rievocativi, andando alla ricerca anche di luoghi materiali, che a causa della distruzione bellica e della speculazione edilizia non ci sono più, o che sono profondamente cambiati, quasi il Dommarco voglia accompagnare il lettore in una visita "amarcord" dell'antica Ortona
- Cosimo Savastano di Castel di Sangro (n. 1939)
- Evandro Ricci di Secinaro (n. 1927)
- Mario D'Arcangelo di Chieti (n. 1944)

### Il circolo di Lanciano
- Cesare Fagiani
- Giuseppe Rosato

#### Cesare Fagiani
(Da "La Squijje di Natale" di Cesare Fagiani)
Nacque a Lanciano nel 1901, il padre Alfonso era tipografo presso la casa editrice Carabba, e lo avviò agli interessi letterari; nel 1923 il Fagiani dono essersi diplomato all'istituto tecnico di Chieti, insegnò nel paese di Casoli; e suggestionato dagli ambienti pastorali, compose i testi teatrali di A la fère de lu Bon Cunzìje (alla fiera della Madonna del Buon Consiglio) e Na parentezza a la ritorne (Una parentela a circolo), inedite. Nel 1930 al Teatro Fenaroli di Lanciano rappresentò La mamme che nen òre, cui partecipò il futuro scrittore lancianese Eraldo Miscia, alunno di Cesare Fagiani.

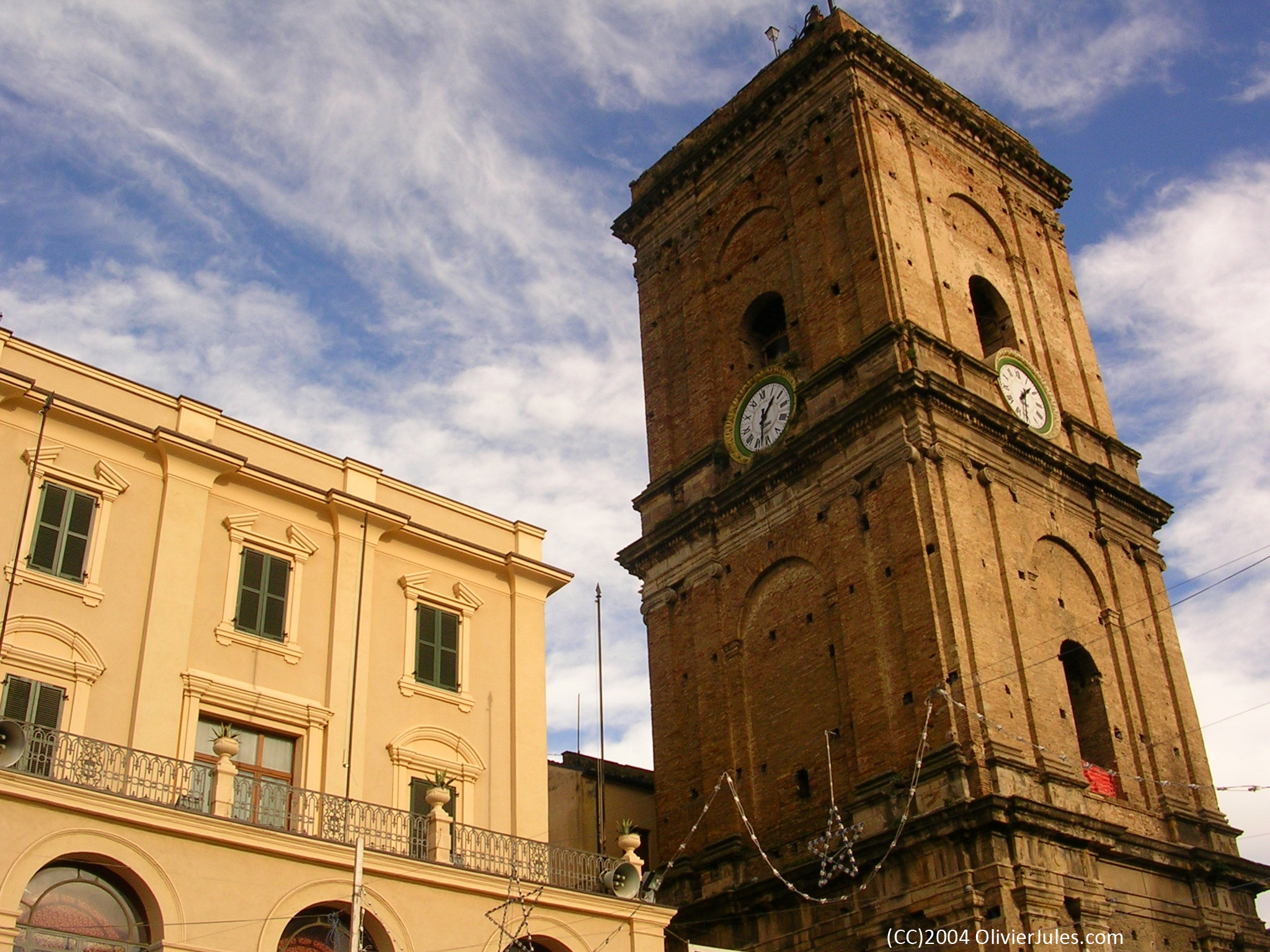
La torre campanaria della Cattedrale di Lanciano, con la campanella "squilla", raccontata in una poesia di Cesare Fagiani

Collaborando con i periodici della provincia di Chieti e di Lanciani, Fagiani pubblicò la poesia Lu Done, ispirato alla fiera dell'8 settembre che si tiene a Lanciano dia contadini delle contrade in onore della Madonna del Ponte (1933). Nel 1949 il Fagiani pubblicò la prima raccolta organica di versi dialettali: Luna nova, la silloge è divisa in sezioni tematiche: l'amore, satira, bozzetti di città, testi da cantare, testi sacri, pezzi di storia antinazista. Nel 1953 pubblicò Stamme a sentì ca mo' te la racconte, altra silloge di poesia raggruppate per sezioni tematiche.
Nel 1961 il Fagiani si dedicò anche al teatro, componendo la commedia in versi Sciò-là (ossia un'interiezione lancianese che significa "sciò, via!"), la commedia Lu crivelle (Il crivello) del 1959, e il quadretto di tradizione popolare Lu ggiorne de Sant'Eggidie del 1957, ispirato alla tipica festa lancianese del 31 agosto, in cui si commerciano e si regalano le campanelle di terracotta per gli innamorati.
Il Fagiani, morto nel 1965, è considerato dal concittadino e studiosi di tradizioni abruzzesi Emiliano Giancristofaro, tra i poeti più influenti del secondo Novecento abruzzese per la miriade di tematiche affrontate nelle sue poesie, con spirito comico, satirico, sornione, tipicamente lancianese, tanto che fu paragonato per il suo carattere ribelle, filosofeggiante e moraleggiante a Modesto Della Porta. Inoltre come Della Porta, il Fagiani fu molto abile nel rappresentare vividamente spaccati di vita lancianese, come le celebrazioni festose per il giorno della Madonna del Ponte, la santa patrona, le corse dei ciuchi all'ippodromo Delle Rose presso la villa comunale, il rito natalizio della Squilla, in vigore in città dal 1607 circa, la rappresentazione dei tipi, tipiche maschere bizzarre e caratterizzanti della società di Lanciano, ecc.

### Altri poeti contemporanei
- Guido GiulianteGiulio Sigismondi

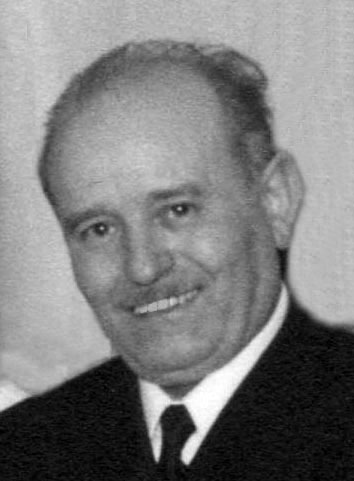
Guido Giuliante

- Camillo e Vincenzo Coccione di Poggiofiorito, figli del fisarmonicista Tommaso Coccione, hanno realizzato diverse composizioni a tema folkloristico, partecipando a diversi festival regionali.
- Guido Giuliante: figlio dello scultore don Felice, scrisse raccolte poetiche dialettali rifacendosi allo stile pascoliano, in chiave tuttavia positiva rispetto a Pascoli.
- Alfredo Polsoni (1867-1955): di Paglieta (Ch) fu biologo e professore al liceo di Pescara, successivamente raccolse versi dialettali in "Storia paesana", e compose anche epigrammi in latino,  a ispirazione di Marziale.
- Vito Moretti (1949-2019): studioso di Decadentismo e di D'Annunzio, scrisse anche versi dialettali ispirandosi proprio alla poesia tardo ottocentesca, nel 1998 ha riavviato la campagna di studi sul poeta abruzzese Guido Giuliante.
- Raffaele Fraticelli (n. 1924) di Chieti, poeta, pittore,  divulgatore culturale Rai dal 1953. Ha trascritto in dialetto per i contadini abruzzesi analfabeti,  negli anni '50, il Vangelo di Matteo, pubblicato nel 1973. Ha composto anche ricette tradizionali in abruzzese (La cucine di mamme), poesie d'occasione legate allo stile di vita teatino,  tra cui la lirica "Vinirdì Ssande" (1953), dedicato alla secolare processione del Venerdì santo a Chieti. La sua figura schietta e nostalgica,  semplice e filosofica di Zi Carminuccio è tra le macchiette meglio riuscite del teatino di buon cuore ma ingenuo che si trova coinvolto nel mondo moderno e tecnologico così diverso dal suo stile di vita; la nostalgia e l'amore per la città e il focolare appare anche in molte altre sue liriche. Nel 1980 ha dato avvio alla ripresa della festa sacra del Miracolo del Lupo di San Domenico abate a Pretoro (Ch).
- Giuseppe Tontodonati ( Scafa / San Valentino (PE) 1917- Bologna1989). Poeta ed esperto di arti figurative, Tontodonati ha pubblicato la sua prima opera, scritta utilizzando il koiné dialettale pescarese, nel 1968 dal titolo "Storie paesane". A quella sono seguite altre pubblicazioni poi raccolte nell'opera omnia "Canzoniere d'Abruzzo" del 1986. Ha scritto anche testi per canti popolari abruzzesi musicati dal M° Giuseppe Di Pasquale. Grande il suo impegno poetico per mantenere attiva la memoria su alcuni momenti importanti della storia dell'Abruzzo, nei suoi sonetti ricchi di patos si rivivono le storie sul brigantaggio, sui moti carbonari abruzzesi, su Celestino V e sulla tragedia di Marcinelle. Tutta la sua vasta produzione poetica è stata rivolta al recupero delle tradizioni abruzzesi ed anche allo studio del dialetto abruzzese nella forma scritta come dimostra il suo volume postumo "Vocabolarietto dell'Uso Abruzzese" pubblicato nel 2004 a cura del prof. Marcello Maria de Giovanni. Nel 1982 ha pubblicato la sua unica raccolta di poesie in lingua dal titolo "Rapsodia - il guerriero di Capestrano".
- Renato Sciucchi di Chieti,  morto nel 1974, pubblicò una raccolta di poesie in vernacolo chietino in cui mette a nudo le piccolezze e le debolezze della città capoluogo, creò poi la figura comica di Zio Amerigo d'America, emigrato abruzzese in America, che inganna i suoi concittadini per il profitto.
- Fernando D'Annunzio di Vasto, nato nel 1947, membro del gruppo polifonico "Bernardino Lupacchino dal Vasto", ha composto varie poesie d'occasione, abbracciando vari temi.
- Michele Lalla di Liscia, nato nel 1952, ha realizzato tre pubblicazioni, confluite in "Poesie in dialetto abruzzese: 1970-2020" (auto-pubblicazione, Amazon, pp. 323). Il libro può incuriosire anche chi non è interessato alla poesia, perché nella sezione "Note" contiene novantacinque (95) annotazioni lessicali e una sintesi della grammatica del dialetto abruzzese. Ha pubblicato anche diversi volumi di poesie e prose in italiano.
- Marcello Marciani, nato nel 1947 a Lanciano e ivi residente, ha realizzato due pubblicazioni in versi scritti in dialetto abruzzese: "Rasulanne" (Cofine, Roma, 2022) e "Revuçegne-Rovistamenti" (puntoacapo, Pasturana, 2019). Dal 1988 al 2008 è stato segretario organizzatore del Premio Nazionale di Poesia in Dialetto "Lanciano - Mario Sansone". Suoi testi in dialetto sono stati eseguiti in spettacoli teatrali: "Mar'addò'" (1998-1999) e "Rasulanne" (2008-2012). Ha pubblicato anche diversi volumi di poesie in italiano.